# Bitwa pod Colenso
Bitwa pod Colenso – starcie zbrojne, mające miejsce 15 grudnia 1899 w trakcie II wojny burskiej zakończone klęską armii brytyjskiej.
W grudniu 1899 r. głównodowodzący wojsk brytyjskich w Afryce Południowej gen. Redvers Buller na czele 18 000 żołnierzy opuścił Durban w Natalu i skierował się w kierunku oblężonego przez Burów miasta Ladysmith. Na wieść o nadciągających Brytyjczykach, 6-tysięczny oddział Burów zajął stanowiska na trzech wzgórzach położonych nad rzeką Tugelą w pobliżu miasta Colenso. Wzgórza poprzecinano potrójnym rzędem okopów oraz zasiekami za którymi znajdowały się zamaskowane działa. 
15 grudnia wczesnym rankiem niczego niespodziewający się Brytyjczycy pojawili się w pobliżu stanowisk Burów. W momencie przekraczania rzeki brygada dowodzona przez gen. Fitzroya Harta została nagle ostrzelana i zdziesiątkowana celnym ogniem dział burskich. Podobnie wysokie straty poniosła środkowa brygada gen. Henry'ego Hildyarda, która straciła na dodatek całą baterię dział. Do niewoli burskiej dostali się m.in. żołnierze z kompanii osłonowych. Ostatnie dwie prawoskrzydłowe brygady brytyjskie generałów Douglasa Cochrane oraz Geoffreya Bartona dostały się pod ciężki ogień z fortu Wylie i rozproszyły się. Około godziny 11 gen. Buller zarządził odwrót. Straty brytyjskie wyniosły prawie 1 200 zabitych, rannych i jeńców. Po stronie burskiej zginęło 8 ludzi a 28 zostało rannych. 
Bitwa pod Colenso była jedną z trzech bitew zakończonych klęską armii brytyjskiej. Pozostałe dwie bitwy (również zakończone porażką) miały miejsce pod Magersfontein i Strombergiem i zostały nazwane czarnym tygodniem armii brytyjskiej. W czasie tych trzech starć zbrojnych Brytyjczycy stracili 7 tys. żołnierzy.